# 1832
1832 (MDCCCXXXII) var ett skottår som började en söndag i den gregorianska kalendern och ett skottår som började en fredag i den julianska kalendern.

## Händelser

### Februari
- 6 februari – Swan River-kolonin blir Västaustralien.[1]
- 6–9 februari – Amerikanska flottan landstiger på Sumatra och stormar ett fort som vedergällning mot de infödda i staden Quallah Battoo som plundrat det amerikanska skeppet Friendship.[2]
- 12 februari – Ecuador annekterar Galápagosöarna.[3]
- 12 februari – I England utbryter den andra kolerapandemin och börjar spridas, från East End of London. Den förklaras vara över tidigt i maj men fortsätter skörda dödsoffer ytterligare. Den kräver minst 3000 liv. I Liverpool blir Kitty Wilkinson "Slummens helgon"[4] och arbetar för bättre hygien.[5]

### April
- April – Den liberala Göteborgs Handels- och Sjöfartstidning börjar utkomma.

### Maj
- 7 maj – Fördraget i London skapar det självständiga Grekland. Otto väljs till kung.
- 11 maj – Grekland erkänns som självständig stat; Fördraget i Konstantinopel avslutar Grekiska självständighetskriget i juli.

### Juni
- 4 juni – Azorerna blir självstyrande en utomeuropeisk provins i Portugal.[6]
- 7 juni – Reform Act 1832 blir lag i Storbritannien.

### Augusti
- 17 augusti – Kina slutar tillverka kaststjärnor av järn.

### September
- 26 september – Göta kanal mellan Vättern och Östersjön står färdig, varvid hela kanalen invigs och öppnas för trafik.[7]

### November
- 14 november – Världens första spårvagn tas i bruk.

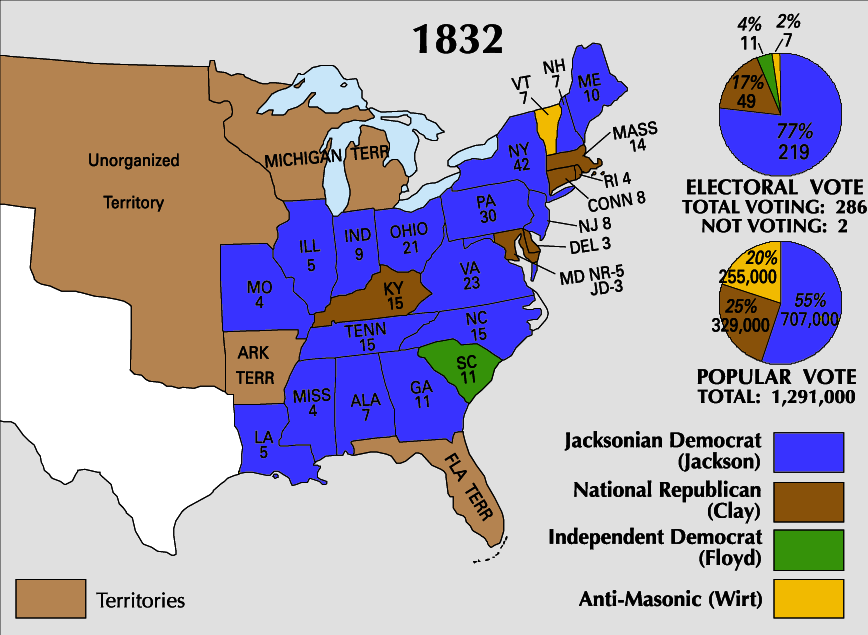
Presidentval i USA.

- 2 november–5 december – Demokraten Andrew Jackson besegrar nationalrepublikanen Henry Clay och Antimasoniska partiets William Wirt vid presidentvalet i USA.

### December
- 28 december - John Calhoun avgår som USA:s vicepresident .

### Okänt datum
- Erik Gustaf Geijers Svenska folkets historia börjar utkomma. Förordet är daterat augusti.
- De svenska brukarägarnas hypotekskassa bildas. Lokala hypotekskassor bildas genom den nya kreditmarknad som uppstått.
- Konstnärer och konstvänner bildar Konstföreningen, ursprunget till Sveriges Allmänna Konstförening.
- Svenska privatbanker får tillstånd att utge egna sedlar.
- Några kvinnor i Ångermanland bildar ett nykterhetssällskap som förbinder sig att aldrig ge brännvin till barn.
- Munktells Mekaniska Verkstad grundas i Eskilstuna.
- Sveriges riksdagsfullmäktige upphör med den pantbanksverksamhet, som man övertog från Generalassistentkontoret 1792, på grund av olönsamhet.
- Kutschupproret kväses slutgiltigt i Indien.
- Handeln med kött, bröd och dricka blir fri i 37 svenska städer.[8]

## Födda

### Första kvartalet

#### Januari
- 1 januari – Charles N. Felton, amerikansk republikansk politiker, senator 1891–1893.
- 17 januari – Henry Martyn Baird, amerikansk historiker.
- 23 januari – Edouard Manet, fransk konstnär.
- 27 januari – Lewis Carroll, brittisk författare, matematiker, logiker och amatörfotograf.

#### Februari
- 3 februari
  - Louis av Vasa, svenskt adligt spädbarn, begravd med sin far Gustav Gustavsson av Wasa.
  - Abram P. Williams, amerikansk republikansk politiker, senator 1886–1887.
- 6 februari – John Brown Gordon, amerikansk general och politiker.
- 18 februari – Nathaniel P. Hill, amerikansk republikansk politiker, senator 1879–1885.
- 21 februari – John L. Barstow, amerikansk republikansk politiker, guvernör i Vermont 1882–1884.

#### Mars
- 1 mars – Ludwig Franzius, tysk vattenbyggnadsingenjör.
- 15 mars – Antonin Proust, fransk politiker.
- 17 mars
  - Walter Q. Gresham, amerikansk politiker, USA:s utrikesminister 1893–1895.
  - Philip W. McKinney, amerikansk demokratisk politiker, guvernör i Virginia 1890–1894.

### Andra kvartalet

#### April
- 10 april – Alexander McDonald, amerikansk republikansk politiker, senator 1868–1871.

#### Maj
- 20 maj – Garretson Gibson, Liberias president 1900–1904.
- 28 maj – Anders Sundström, svensk hemmansägare och riksdagsman.
- 31 maj – Aleksandr Polovtsov, rysk politiker och historiker.

#### Juni
- 10 juni – Edwin Arnold, engelsk skald och orientalist.
- 14 juni – Nikolaus Otto, tysk uppfinnare av Ottomotorn.

### Tredje kvartalet

#### Juli
- 6 juli – Ferdinand Maximilian, ärkehertig av Österrike, senare kejsare av Mexiko 1863–1867.
- 17 juli – August Söderman, körmästare vid kungliga teatern.
- 24 juli – John J. Bagley, amerikansk republikansk politiker, guvernör i Michigan 1873–1877.
- 27 juli – Đura Jakšić, serbisk konstnär och poet.
- 31 juli – Gustaf Fredriksson, svensk skådespelare och teaterchef.

#### Augusti
- 2 augusti – Samuel E. Pingree, amerikansk republikansk politiker, guvernör i Vermont 1884–1886.
- 21 augusti – Carl Fredric von Sydow, svensk apotekare och riksdagspolitiker.

#### September
- 10 september – Randall L. Gibson, amerikansk demokratisk politiker och general, senator 1883–1892.
- 30 september – Frederick Sleigh Roberts, brittisk fältmarskalk.

### Fjärde kvartalet

#### Oktober
- 3 oktober
  - Albert Samuel Gatschet, schweizisk-amerikansk etnograf.
  - Lina Sandell, svensk diktare, teolog, författare och psalmförfattare.
- 6 oktober – Janne Marcuson, svensk ångbåtskommissionär och riksdagsman.
- 11 oktober – Per Truedsson, svensk lantbrukare och riksdagsman.
- 16 oktober – Gideon C. Moody, amerikansk republikansk politiker, senator 1889–1891.
- 29 oktober – Narcisa de Jesús Martillo y Morán, ecuadoriansk jungfru och mystiker, helgon.
- 30 oktober – Ludvig Peyron, svensk konsul och riksdagsman.

#### November
- 1 november – Richard B. Hubbard, amerikansk demokratisk politiker och diplomat.
- 12 november – Nancy Edberg, svensk simmare; pionjär i att göra simkonsten tillgänglig för kvinnor
- 18 november – Adolf Erik Nordenskiöld, mineralog och polarforskare.

#### December
- 8 december – Bjørnstjerne Bjørnson, norsk författare, nobelpristagare 1903.
- 14 december – Ana Betancourt, kubansk frihetskämpe.
- 15 december – Gustave Eiffel, fransk ingenjör, skapare av Eiffeltornet.
- 28 december – Mark L. De Motte, amerikansk republikansk politiker och jurist.

## Avlidna

### Första kvartalet

#### Januari
- 27 januari – Andrew Bell, 78, skotsk läkare och pedagog.

#### Februari
- 9 februari – Christian Heinrich Kurt von Haugwitz, 79, preussisk politiker, Preussens premiärminister 1792–1804 och 1806.
- 22 februari – Charlotte Cederström, 71, svensk poet och konstnär.
- 24 februari – Victor Escousse, fransk dramatiker.

#### Mars
- 10 mars – Muzio Clementi, 80, italiensk kompositör.
- 22 mars – Johann Wolfgang von Goethe, 82, tysk författare.

### Andra kvartalet

#### April
- 16 april – John Taylor, 61, amerikansk politiker.
- 17 april – Peter Anker, 87, norsk diplomat.

#### Maj
- 31 maj – Évariste Galois, 20, fransk matematiker.

#### Juni
- 1 juni – Thomas Sumter, 97, amerikansk militär och politiker.
- 6 juni – Jeremy Bentham, 84, brittisk filosof.
- 10 juni – Joseph Hiester, 79, amerikansk politiker, guvernör i Pennsylvania 1820–1823.
- 29 juni – John Hely-Hutchinson, 2:e earl av Donoughmore, 75, brittisk militär.

### Tredje kvartalet

#### Juli
- 19 juli – Karl Julius Weber, 65, tysk författare.

#### Augusti
- 23 augusti – Johann Georg Wagler, 32, tysk zoolog.

#### September
- 2 september – Franz Xaver von Zach, 78, tysk astronom.
- 21 september – Sir Walter Scott, 61, skotsk författare.
- 27 september – Karl Christian Friedrich Krause, 51, tysk författare och filosof.

### Fjärde kvartalet

#### Oktober
- 12 oktober – John Clark, 66, amerikansk politiker, guvernör i Georgia 1819–1823.
- 26 oktober – Peter Lindegaard, 74, dansk trädgårdsmästare.

#### November
- 3 november – Pietro Generali, 58, italiensk kompositör.
- 8 november – Marie-Jeanne de Lalande, fransk astronom.
- 14 november
  - Charles Carroll, 95, amerikansk politiker, senator 1789–1792.
  - Rasmus Rask, 44, dansk språkvetare.
- 15 november – Jean-Baptiste Say, 65, fransk ekonom och politiker.

#### December
- 26 december – Jacob Tengström, 77, ärkebiskop i Åbo ärkestift inom Evangelisk-lutherska kyrkan i Finland sedan 1817.

### Fotnoter
1. ↑  ”World Statesmen (läst 3 april 2011)”. http://www.worldstatesmen.org/Australian_States.html.
2. ↑  ”USA:s militära insatser i utlandet 1798-2004”. Arkiverad från originalet den 12 oktober 2011. https://www.webcitation.org/62NCLaa95?url=http://www.history.navy.mil/library/online/forces.htm.
3. ↑  ”World Statesmen”. http://www.worldstatesmen.org/Ecuador.html.
4. ↑  ”'Slum Saint' honoured with statue”. BBC News. 4 februari 2010. http://news.bbc.co.uk/1/hi/england/merseyside/8499533.stm.
5. ↑  Rathbone, Herbert R. (1927), Memoir of Kitty Wilkinson of Liverpool, 1786-1860, H. Young & Sons
6. ↑  ”World Statesmen (läst 3 april 2011)”. http://www.worldstatesmen.org/Azores.html.
7. ↑  ”Det hände i dag - 26 september”. http://webnews.textalk.com/se/calendar.php?id=9747&type=month&ds=20100926&list=true.
8. ↑  Du Rietz, Anita, Kvinnors entreprenörskap: under 400 år, 1. uppl., Dialogos, Stockholm, 2013 s.183